# Tritonus (musikgrupp)
Tritonus är en folkmusikgrupp vars medlemmar har med sig olika svenska musiktraditioner: Hans Kennemark från Västergötland (fiol, gitarr, sång), Greger Siljebo från Västerbotten (fiol) och Jan-Anders Ernlund från Dalarna (kontrabas).